# Swan Hunter

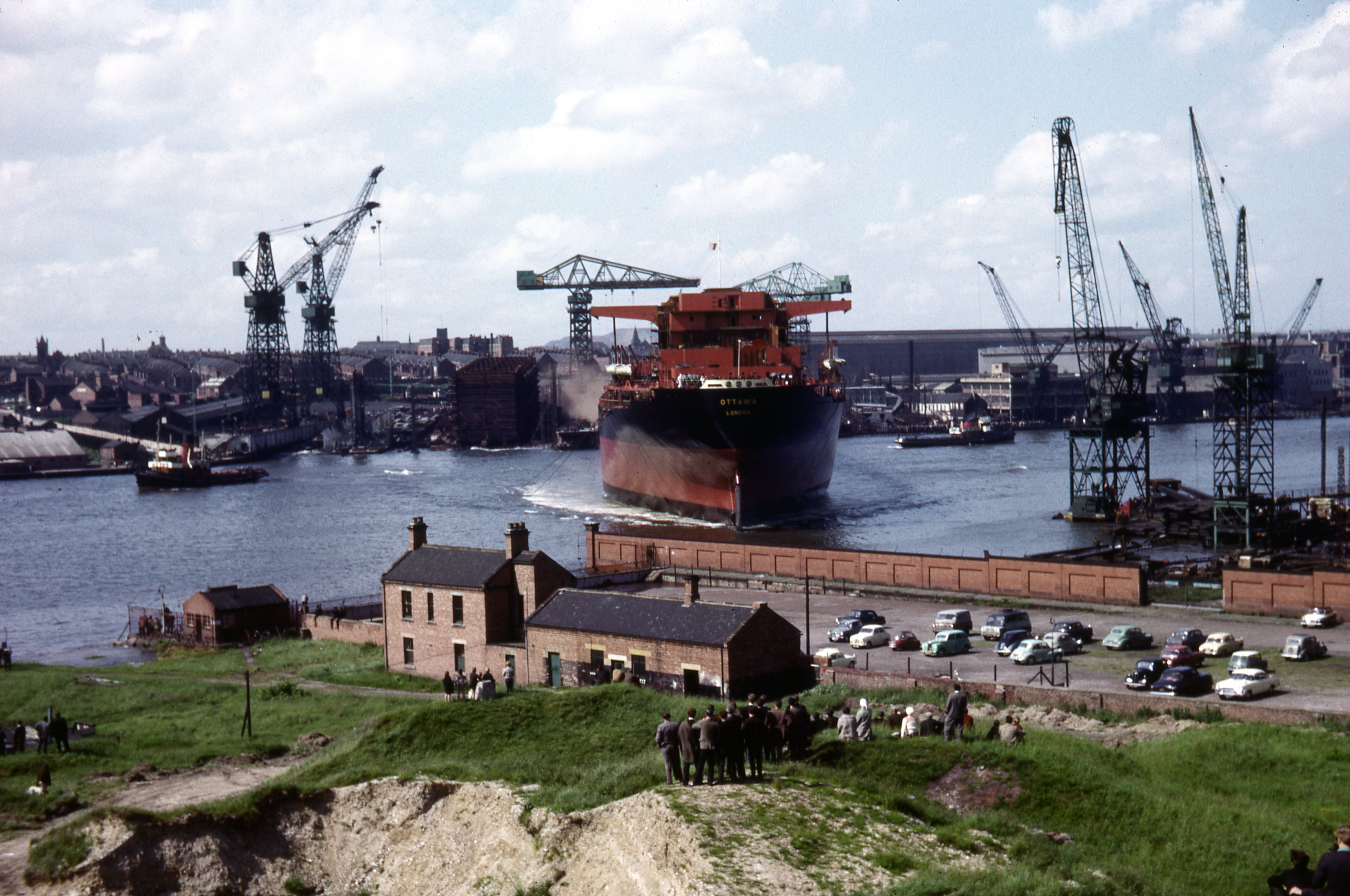
Tankowiec Ottawa wodowany ok. 1964 roku w stoczni Wallsend (Tyne and Wear)

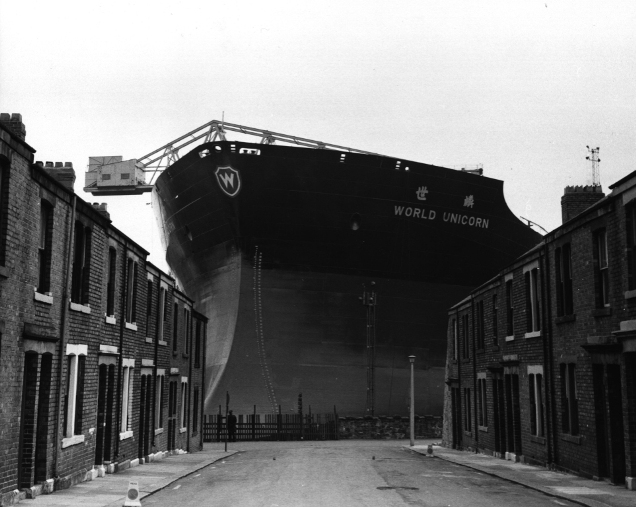
World Unicorn zbudowany w 1973 roku w tej samej stoczni należącej do Swan Hunter & Wigham Richardson

Swan Hunter, poprzednio Swan Hunter & Wigham Richardson – brytyjskie przedsiębiorstwo stoczniowe z siedzibą w Wallsend, w hrabstwie Tyne and Wear.
W szczytowym okresie, przedsiębiorstwo reprezentowane było przez połączone siły trzech potężnych rodzin okrętowych: Swan, Hunter & Wigham Richardson. Jako jeden z najbardziej znanych budowniczych jednostek pływających na świecie, firma zbudowała niektóre z największych statków z początku XX wieku - najsłynniejsza z nich, RMS Mauretania, która otrzymała Błękitną Wstęgę za najszybsze przepłynięcie Atlantyku, oraz RMS Carpathia.
W 2006 roku Swan Hunter zaprzestał budowy statków w Tyneside, ale nadal świadczy usługi projektowe.

## Historia
Swan & Hunter zostało założone przez George'a Burtona Huntera, który nawiązał współpracę z wdową po Charlesie Sheridanie Swanie (właścicielu stoczni w Wallsend założonej w 1852 roku przez dra Charlesa Mitchella) pod tą nazwą w 1880 roku.
W 1903 roku C.S. Swan & Hunter połączyło się z przedsiębiorstwem Wigham Richardson (założonym przez Johna Wighama Richardsona jako Neptune Works w 1860 roku) w celu złożenia wspólnej oferty na budowę statku RMS Mauretania linii żeglugowej Cunard. Ich oferta została wybrana, a nowe przedsiębiorstwo, Swan Hunter & Wigham Richardson Ltd, przystąpiło do budowy statku, który, w swoich czasach, miał się stać najbardziej znanym liniowcem oceanicznym na świecie. Również w 1903 roku spółka przejęła kontrolę nad spółką Wallsend Slipway & Engineering Company, która była wczesnym licencjonowanym producentem turbin parowych marki Parsons, co pozwoliło Mauretanii osiągnąć jej dużą szybkość. Mauretania została zwodowana w Wallsend 20 września 1906 roku przez Anne Emily Innes-Ker, księżną Roxburghe. Spółka rozwijała się szybko na początku XX wieku, przejmując w 1912 roku stocznię Barclay Curle z Glasgow.
W 1966 roku Swan Hunter & Wigham Richardson połączyła się z firmą Smith’s Dock Company tworząc Associated Shipbuilders, która później stała się Swan Hunter Group. Po publikacji Raportu Geddesa zalecającego racjonalizację brytyjskiego przemysłu stoczniowego, w 1967 roku spółka przejęła firmę Clelands Shipbuilding Company i John Readhead & Sons. W międzyczasie, Swan Hunter odziedziczył stocznię Marynarki Wojennej Vickers-Armstrongs w High Walker na rzece Tyne i stocznię Hawthorn Leslie and Company w Hebburn w 1968 roku. W 1973 roku nastąpił dalszy rozwój wraz z zakupem stoczni Palmers Shipbuilding and Iron Company w Hebburn od Vickers-Armstrongs.
Następnie w 1977 r. Swan Hunter Group została znacjonalizowana jako część przedsiębiorstwa państwowego British Shipbuilders. Okręt flagowy Royal Navy, HMS Ark Royal został zbudowany w tym okresie w Swan Hunter, wchodząc do służby w 1985 roku.
Spółka została sprywatyzowana ponownie w 1987 roku, ale właściciele postanowili zamknąć stocznię Neptune Yard w 1988 roku. Kiedy w 1993 roku rząd brytyjski przyznał przedsiębiorstwu Kvaerner Govan kontrakt na budowę HMS Ocean, zarządca spółki podjął kroki do zamknięcia spółki. Jednakże główna stocznia w Wallsend została wykupiona przez Jaapa Kroese, holenderskiego milionera. Następnie stocznia podjęła się kilku projektów remontowych i adaptacyjnych statków dla klientów sektora prywatnego.
W 2000 roku Swan Hunter otrzymał kontrakt na zaprojektowanie i budowę dwóch (pomocniczych) okrętów desantowych-doków (LSD, ang. Landing Ship Dock) dla Royal Fleet Auxiliary wraz z dwoma innymi statkami zbudowanymi przez BAE Systems Maritime – Naval Ships: koszt dwóch statków budowanych przez Swan Hunter wynosił 210 mln funtów, w tym 62 mln funtów na stoczniowe usługi serwisowe do 2004 roku. Do lipca 2006 roku koszty wzrosły do 309 mln funtów, a tylko jeden statek został dostarczony. W rezultacie budowa drugiego statku, RFA Lyme Bay, została przeniesiona do BAE Systems Govan w Glasgow w celu jego ukończenia.
W 2001 roku Swan Hunter nabył położoną w miejscowości Port Clarence, w Teesside stocznię morską należącą do norweskiej spółki Kvaerner, jednak w 2006 roku sprzedał ją przedsiębiorstwu Wilton Engineering Group.
W listopadzie 2006 roku, po nieudanym ukończeniu Lyme Bay w ramach budżetu i wynikającym z tego wykluczenia z przyszłych projektów budowy statków dla Royal Navy, Jaap Kroese ogłosił, że przedsiębiorstwo zakończyło działalność i wystawiło na sprzedaż słynne żurawie stoczni w Wallsend. Powiedział też, że aktywnie poszukuje nabywcy gruntów należących do stoczni. W tym czasie, pierwszy siostrzany statek Lyme Bay, Largs Bay, stał się ostatnim statkiem zbudowanym i w pełni ukończonym przez Swan Hunter. W kwietniu 2007 roku żurawie należące do Swan Hunter, wraz dokiem pływającym i pozostałym wyposażeniem, zostały sprzedane stoczni Bharati Shipyard, drugiej co do wielkości stoczni sektora prywatnego w Indiach. Całe zakupione wyposażenie zostało w ciągu sześciu miesięcy zdemontowane, przetransportowane i zmontowane w Bharati Shipyards.
Swan Hunter wykonał koncepcyjny projekt MS Pioneering Spirit, wstępnie nazwany Pieter Schelte, największy na świecie statek do instalacji/demontaży platform wydobywczych i układania rurociągów podmorskich. Podstawowy projekt systemów podnoszących został ukończony do końca 2008 roku, szczegółowy projekt kadłubów do maja 2010 roku.
W 2008 roku przedsiębiorstwo oświadczyło, że skoncentruje się na projektowaniu statków z liczbą pracowników nie przekraczającą 200 osób.
W 2016 zmarł Jaap Kroese, jednak spółka oświadczyła, że będzie kontynuowała działalność projektując statki. W tym czasie, spółka posiadała 40 pracowników etatowych i kontraktowych.

## Statki i okręty wybudowane przez Swan Hunter (wybór)
- HMS Ark Royal (1981),
- HMS Illustrious (1978),
- HMS Anson (1940),
- HMS Edinburgh (1938),
- HMS Somali,
- HMS Janus (1938),
- HMS Khartoum,
- Atlantic Conveyor.